# النفاتية (بنقردان)
النفاتية هي قرية وعمادة تونسية تابعة لمعتمدية بنقردان، تبعد قرابة 30 كلم على وسط مدينة بنقردان وتبلغ مساحتها 375 كلم مربع، بلغ عدد سكانها 	996 نسمة حسب آخر إحصائيات سنة 2014

### مواضيع ذات علاقة
- معتمدية بنقردان.
- ولاية مدنين.